# Wild God
Albums de Nick Cave and the Bad Seeds
Ghosteen
(2019)
Wild God est le dix-huitième album studio du groupe de rock australien Nick Cave and the Bad Seeds, sorti le 30 août 2024 sur PIAS. Produit par Nick Cave et Warren Ellis, l'album a été mixé par Dave Fridmann et précédé des singles Wild God, Frogs et Long Dark Night.
Sorti cinq ans après Ghosteen (2019), qui était principalement une collaboration studio entre Cave et Ellis, Wild God est le premier album studio à présenter la pleine participation des Bad Seeds depuis Skeleton Tree (2016).

## Tournée
Le 15 mars 2024, parallèlement à l'annonce de l'album, Cave a révélé les dates d'une tournée européenne débutant le 24 septembre à la Rudolf Weber-Arena d'Oberhausen et se terminant le 17 novembre à l'Accor Arena de Paris. Les premières parties en Europe continentale furent Dry Cleaning ou The Murder Capital, tandis que Black Country et New Road furent nommés en première partie au Royaume-Uni, à Dublin et à Paris.
Le 6 septembre 2024, Cave a annoncé les dates nord-américaines de 2025 pour « The Wild God Tour », commençant le 15 avril à l'Agganis Arena de Boston et se terminant le 14 mai au Bill Graham Civic Auditorium de San Francisco. Il s'agit de la première tournée nord-américaine du groupe depuis 2018.

## Liste des pistes
Toutes les paroles sont écrites par Nick Cave, toute la musique est composée par Cave et Warren Ellis.
| Wild God track listing | Wild God track listing             | Wild God track listing | Wild God track listing | Wild God track listing | Wild God track listing | Wild God track listing | Wild God track listing | Wild God track listing | Wild God track listing |
| No                     | Titre                              | Durée                  |                        |                        |                        |                        |                        |                        |                        |
| ---------------------- | ---------------------------------- | ---------------------- | ---------------------- | ---------------------- | ---------------------- | ---------------------- | ---------------------- | ---------------------- | ---------------------- |
| 1.                     | Song of the Lake                   | 3:36                   |                        |                        |                        |                        |                        |                        |                        |
| 2.                     | Wild God                           | 5:19                   |                        |                        |                        |                        |                        |                        |                        |
| 3.                     | Frogs                              | 4:34                   |                        |                        |                        |                        |                        |                        |                        |
| 4.                     | Joy                                | 6:13                   |                        |                        |                        |                        |                        |                        |                        |
| 5.                     | Final Rescue Attempt               | 3:56                   |                        |                        |                        |                        |                        |                        |                        |
| 6.                     | Conversion                         | 5:17                   |                        |                        |                        |                        |                        |                        |                        |
| 7.                     | Cinnamon Horses                    | 5:16                   |                        |                        |                        |                        |                        |                        |                        |
| 8.                     | Long Dark Night                    | 3:33                   |                        |                        |                        |                        |                        |                        |                        |
| 9.                     | O Wow O Wow (How Wonderful She Is) | 4:33                   |                        |                        |                        |                        |                        |                        |                        |
| 10.                    | As the Waters Cover the Sea        | 2:04                   |                        |                        |                        |                        |                        |                        |                        |
| 44:21                  |                                    |                        |                        |                        |                        |                        |                        |                        |                        |

## Personnel
Nick Cave and the Bad Seeds 
- Nick Cave – chant, piano, chœurs
- Warren Ellis – synthétiseur, piano, flûte, violon, guitare ténor, claviers, chœurs
- George Vjestica – guitare électrique, guitare acoustique
- Martyn P. Casey – basse
- Thomas Wydler – batterie
- Jim Sclavunos – vibraphone, percussions, chœurs

Invités 
- Carly Paradis – sifflement sur « O Wow O Wow (How Wonderful She Is) »
- Colin Greenwood – basse
- Luis Almau – guitare acoustique
- Anita Lane – voix sur « O Wow O Wow (How Wonderful She Is) »
- Double R Collective – chœurs